# Marie Sebag
Marie Sebag (Párizs, 1986. október 15. –) francia női sakkozó, nagymester (GM), sakkolimpikon, Franciaország kétszeres női sakkbajnoka (2000, 2002), háromszoros ifjúsági sakk-Európa-bajnok (U12, U14, U16).
A 2013. márciusban elért 2537 Élő-pontjával a női sakkozók örökranglistáján a 24., egyben a legmagasabb Élő-pontszámot valaha elért francia sakkozónő.

## Sakkpályafutása

### Ifjúsági versenyeredményei
Először 1995-ben játszott nemzetközi versenyen, és 9 évesen az U10 korosztályos ifjúsági sakkvilágbajnokságon holtversenyben a 8−13. helyen végzett. 1998-ban az orosz Tatyjana Koszincevával holtversenyben az 1−2. helyen végezve az U12 Európa-bajnokságon, aranyérmet nyert, a korosztályos világbajnokságon a 4−6. helyen végzett. 1999-ben az U14 korosztály ifjúsági Európa-bajnoki címét szerezte meg a lányok között. Ebben a korosztályban a világbajnokságon a 6. helyet szerezte meg 1999-ben és 2000-ben is.
2001-ben, 15 évesen elindult az U20 korosztályos junior sakkvilágbajnokságon, ahol holtversenyben a 6−10. helyen végzett. 2002-ben az U16 korosztály versenyén harmadik ifjúsági Európa-bajnoki címét szerezte meg. Ugyanebben az évben az U18 korosztály világbajnokságán holtversenyben 2−4. volt. 2004-ben az U18 korosztályos ifjúsági sakkvilágbajnokságon holtversenyben az 1. helyen végzett, csak rosszabb pontértékelésével került hátrébb az ezüstérmet jelentő második helyre.

### Kiemelkedő felnőtt versenyeredményei
1999-ben, 13 évesen, a francia női sakkbajnokságon az 5. helyet szerezte meg. 2000-ben, 14 éves korában nyerte meg először Franciaország felnőtt női bajnokságát. 2001-ben holtversenyben végzett az első helyen, és ezüstérmes lett, miután a rájátszásban vereséget szenvedett Maria Leocnte-tól. 2002-ben viszont másfél pont előnnyel végzett a mezőny élén.
2003-ban Cannes-ban Csao Hszüe mögött a második helyen végzett egy erős női nemzetközi versenyen. Ugyanebben az évben, 17 éves korában holtversenyben a 3−5. (végeredményben a 4.) helyen végzett a női sakk-Európa-bajnokságon. 2010-ben hasonlóképpen lett negyedik, ekkor a holtversenyes 3−7. helyet szerezte meg.
2004-ben a második helyet szerezte meg a Stork Young Masters versenyen, ahol fiúk és lányok vegyesen indultak. 2006-ban legjobb női eredményként harmadik lett a Graz open nyílt versenyen.

### Eredményei a világbajnokságokon
A 2004-es női sakkvilágbajnokságon, 18 évesen, még ifjúsági korúként indulhatott először a felnőtt világbajnoki címért, ahol a második körben az exvilágbajnok Maia Csiburdanidze ütötte el a továbbjutástól.
A 2006-os kieséses rendszerű sakkvilágbajnokságon a negyeddöntőig jutott, ahol a korábbi junior sakk-Európa-bajnok Szvetlana Matvejeva ütötte el a versenyben való további részvételtől.
A 2008-as női sakkvilágbajnokságról a kaukázusi térség politikai helyzete miatti tiltakozásként visszalépett a versenytől.
A 2010-es kieséses rendszerű sakkvilágbajnokságon a második körben az amerikai Anna Zatonskih ellen szenvedett vereséget.
A 2011-es női sakkvilágbajnokság ciklusában Élő-pontszáma alapján szerzett jogot a FIDE Women's Grand Prix 2009–11 versenysorozatán való részvételre. 2009. márciusban Isztambulban ötödik, októberben Nankingban 4−6., 2010. augusztusban Ulánbátorban a tizedik, 2011. márciusban Dohában a 3. helyen végzett, összesített pontszáma alapján a nyolcadik helyet szerezte meg.
A 2012-es kieséses rendszerű sakkvilágbajnokságon a negyeddöntőig jutott, ahol az exvilágbajnok, ezúttal is a döntőig jutó bolgár Antoaneta Sztefanova ütötte el a versenyben való további részvételtől.
A 2015-ös női sakkvilágbajnokságra a 2012-es sakk-Európa-bajnokságon elért eredményével szerzett kvalifikációt. Ezúttal a 3. körig jutott, ahol a később döntőt játszó orosz Natalja Pogonyina ütötte el a továbbjutástól.

## Eredményei csapatban
A 2002-es, a 2004-es, a 2008-as, a 2010-es és a 2014-es sakkolimpián játszott a francia válogatottban a sakkolimpián. A csapat a legjobb eredményét 2004-ben érte el, amikor ötödik lett, legjobb egyéni teljesítménye 2008-ban a 9. volt.
A nemzeti sakkcsapatok Európa-bajnokságán Franciaország válogatottjával 2001-ben csapatban arany, egyéniben egy arany- és egy ezüstérmet szerzett. A csapat tagja volt még 2005-ben, 2009-ben, 2013-ban és 2015-ben.
A női bajnokcsapatok Európa-kupájában 2003-ban a Cannes-Échecs csapatával ötödik lett, egyéni teljesítménye tábláján a legjobb volt a mezőnyben.
A görög sakkcsapat-bajnokságban 2002-ben és 2003-ban vett részt az AO Kydon Chania csapatával és mindkét alkalommal csapatban arany, egyéni teljesítményével ezüstérmet szerzett.

## Játékereje
2017. áprilisban az Élő-pontszáma 2488, amellyel a 16. helyen állt a női világranglistán. A legmagasabb Élő-pontszáma 2537 volt 2013. márciusban, a legjobb világranglista helyezését 2007. októberben érte el, amikor a 7. helyen állt.